# Tampa Bay Mutiny

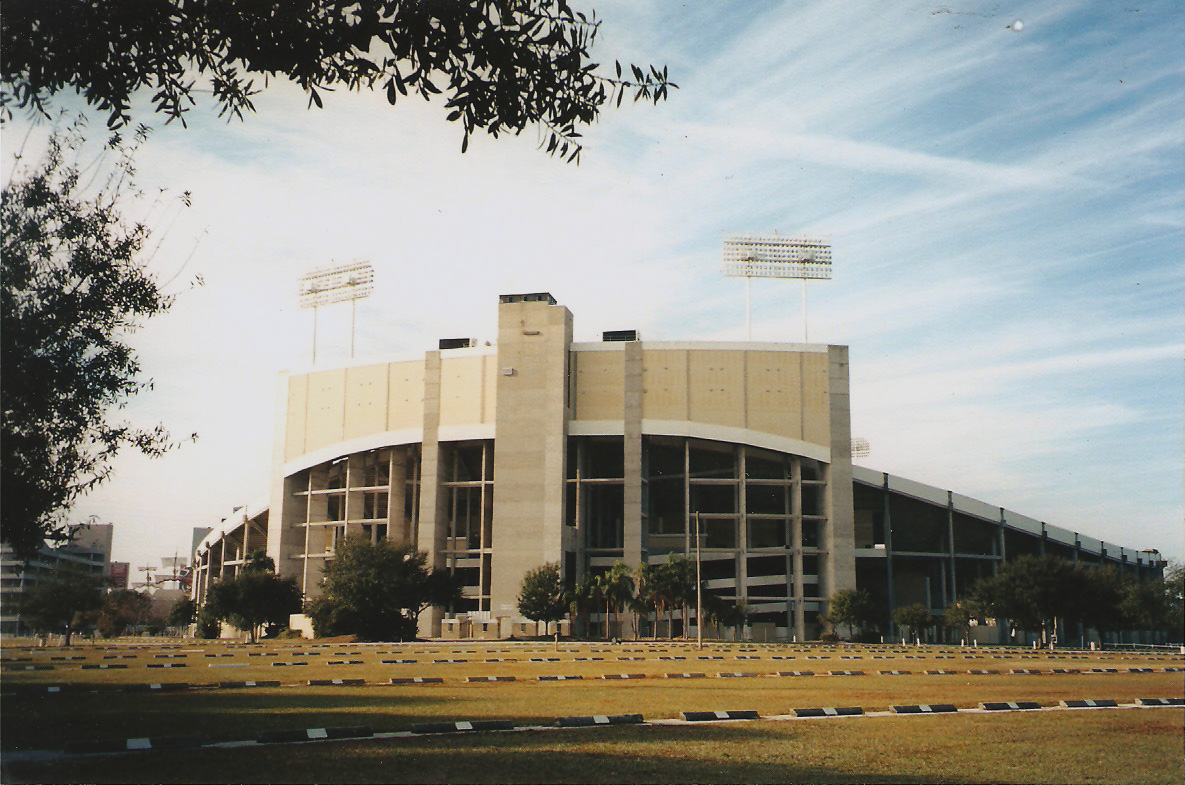
Stadion van Tampa

Tampa Bay Mutiny was een Amerikaanse voetbalclub uit Tampa (Florida). De club werd opgericht in 1995 en opgeheven in 2001. De thuiswedstrijden werden gespeeld in het Raymond James Stadium, dat plaats biedt aan 66.000 toeschouwers. De clubkleuren waren donkerblauw-lichtblauw.

## Erelijst
- MLS Supporters' Shield

Winnaar: 1996 (1x)

## Bekende spelers
- Jefferson Gottardi
- Thomas Ravelli
- Carlos Valderrama